# Церква святого архістратига Михаїла (Нова Гута)
Церква святого архістратига Михаїла в Новій Гуті — парафія і храм греко-католицької громади Монастириського деканату Бучацької єпархії Української греко-католицької церкви в селі Нова Гута Чортківського району Тернопільської области.
Оголошена пам'яткою архітектури місцевого значення (охоронний номер 1254).

## Історія церкви
Дерев'яна церква збудована у 1881 році. Парафія була утворена у 1991 році.
При парафії діє братство «Апостольство молитви». На території села також встановлені хрести парафіяльного значення.

## Парохи
- о. Григорій Петришин (жовтень 1990 — липень 1993),
- о. Анатолій Дуда (1993—1997),
- о. Антон Вербовий (1998—2007),
- о. Петро Гудима (2007—2011),
- о. Андрій Прокопів (2011—2012),
- о. Руслан Ковальчук (з вересня 2012).